# 3281 Maupertuis
3281 Maupertuis (1938 DZ) là một tiểu hành tinh vành đai chính được phát hiện ngày 24 tháng 2 năm 1938 bởi Y. Vaisala ở Turku. The crater được đặt tên cho nhà toán học và thiên văn học người Pháp Pierre Louis Maupertuis (1698 – 1759).